# Форд, Джеффри
Джеффри Форд (англ. Jeffrey Ford) — американский писатель и педагог, автор, пишущий в жанрах фантастики, НФ, фэнтези, мистика.

## Биография
Джеффри Форд родился 8 ноября 1955 года. Его детство прошло в городе Уэст-Айслип (англ. West Islip), на острове Лонг-Айленд (штат Нью-Йорк). Окончив школу и сдав экзамен на получение регентской стипендии, Джеффри поступил в местный муниципальный колледж, но отучившись один семестр, Форд ушёл из колледжа, провалив все экзамены. После этого он работал в различных механических мастерских, магазинах и на складах, занимался добычей моллюсков (в Great South Bay). Скопив за несколько лет такой жизни достаточно денег, Форд вновь вернулся в тот же самый муниципальный колледж и прилежно учился там два года, подрабатывая по ночам грузчиком. После колледжа он поступил в Бингемтонский университет, где посещал курсы лекций по литературному искусству Джона Гарднера. Джон Гарднер даже опубликовал несколько ранних рассказов Джеффри Форда в своем журнале «MSS».
В 1979 году Форд женился на Линн Галлахер (англ. Lynn Gallagher), а в 1981 получил степень магистра. После этого молодая семья переехала в Южную Филадельфию. Джеффри работал помощником преподавателя в нескольких филадельфийских колледжах и одновременно четыре года трудился над докторской диссертацией по литературе в Темпльском университете. В 1988 у них родился первый сын Джексон. К тому времени Форд уже сдал все экзамены, положенные для получения ученой степени, и даже подготовил черновой проект диссертации, который получил одобрение его руководителя. Но с появлением в семье новорожденного вопрос о необходимости постоянной оплачиваемой работы встал особенно остро, и Форд вынужденно оставил работу над диссертацией и поступил на постоянную работу в муниципальный колледж Брукдейл, где Форд преподавал писательское искусство и читал лекции по ранней американской литературе.
В начале 1990-х годов у Форда родился второй сын, Дерек, после чего они переехали в Южный Джерси, сначала в Коллингсвуд, а затем на Медфордские Озера.

## Творчество
Дебютным рассказом Джеффри Форда стал «The Casket» (1981). В 1988 году в нью-йоркском издательстве «Space & Time Press» вышел его первый роман «Vanitas». Однако, из-за отсутствия свободного времени (как раз родился второй сын), второй роман Джеффри Форда «Физиогномика» (The Physiognomy, 1997) вышел лишь спустя почти десять лет после первого. Этот роман стал началом фэнтезийной трилогии «Well-Built City» (или «Cley»), которую дополнили появившиеся следом романы «Меморанда» (1999) и «Запределье» (2001).
В 2002 году у Форда выходит исторический («нью-йоркский») триллер с мистико-фэнтезийными мотивами «Портрет миссис Шарбук», а летом 2005 года издается шестой роман писателя — «The Girl in the Glass».
У Джеффри Форда также изданы два сборника — «The Fantasy Writer’s Assistant & Other Stories» (2002 год), и, вышедшая в марте 2006 года, вторая книга его малой прозы — «The Empire of Ice Cream».
Также произведения Форда вошли в состав многих других антологий и сборников под редакцией Элен Датлоу, Терри Уиндлинг, Роберта Силверберга, Эла Саррантонио, Дэвида Хартвелла, Джеффа Вандермеера. Многие рассказы публиковались в различных журналах, в том числе в «The Magazine of Fantasy & Science Fiction», «Sci Fiction», «Event Horizon», «Black Gate», «Space & Time» и других изданиях.

### Романы
- 1988 год — «Vanitas»;
- Трилогия «Отличный Город» (англ. The Well-Built City Trilogy) или цикл «Клэй» (англ. Cley):
  - 1997 год — «Физиогномика» (англ. The Physiognomy), лауреат «Всемирной премии фэнтези» 1998 года;
  - 1999 год — «Меморанда» (Memoranda);
  - 2001 год — «Запределье» или «Извне» (англ. The Beyond), номинант премии «Локус» в 2002 году;
- 2002 год — «Портрет миссис Шарбук» (англ. The Portrait of Mrs. Charbuque), номинант «Всемирной премии фэнтези» и премии «Локус» в 2003 году;
- 2005 год — «Девочка в стекле» (англ. The Girl in the Glass) — Премия Эдгара Аллана По;
- 2008 год — «Год призраков» (англ. The Shadow Year), написанный на основе повести «Botch Town» (2006 год), лауреата «Всемирной премии фэнтези» 2007 года.

### Сборники
- 2002 год — «Секретарь писателя и другие истории» (The Fantasy Writer’s Assistant and Other Stories), лауреат «Всемирной премии фэнтези» и номинант премии «Локус» в 2003 году[4];
- 2006 год — «Империя мороженого» (The Empire of Ice Cream)[5], номинант премии «Брэма Стокера» (Best Fiction Collection) в 2006 году. Согласно опросу «SF Site» среди редакторов сайта, эта книга занимает 6-е место среди лучших НФ и фэнтези книг 2006 года[6].
- 2008 год — «Утопленная жизнь» (The Drowned Life) — по мнению редакторов Amazon.com, этот сборник занимает второе место среди Лучших фантастических книг 2008 года[7].

### Рассказы
- 2001 год — «Секретарь писателя» (The Fantasy Writer’s Assistant), номинант премий «Небьюла», «Локус» и «HOMer» в 2001 году;
- 2001 год — «Malthusian’s Zombie», номинант премии «Локус» в 2001 году;
- 2001 год — «The Honeyed Knot», номинант «„Всемирной премии фэнтези“» и премии «Локус» в 2002 году;
- 2002 год — «Сотворение человека» (Creation)[8], лауреат «Всемирной премии фэнтези», номинант премий «Хьюго», «Небьюла» и «Локус» в 2003 году;
- 2002 год — «Зеленое слово» (The Green Word), этот рассказ, вместе с рассказом Сотворение человека, вошли в антологию «Лучшее за год: Мистика. Магический реализм. Фэнтези» (The Year’s Best Fantasy and Horror: 16th Annual Collection"), 2002 года;
- 2002 год — «Something by the Sea», номинант премии «Локус» в 2002 году;
- 2002 год — «The Weight of Words», номинант «„Всемирной премии фэнтези“» и премии «Локус» в 2003 году;
- 2003 год — «The Beautiful Gelreesh», номинант премии «Локус» в 2004 году;
- 2003 год — «Империя мороженого» (The Empire of Ice Cream)[9], лауреат премии «Небьюла» в 2004 году, номинант премии «Хьюго» и «Всемирной премии фэнтези», «Theodore Sturgeon Award» и «Локус» в 2004 году;
- 2003 год — «The Trentino Kid», номинант премий «International Horror Guild Award» и «Локус» в 2004 году;
- 2004 год — «Вечер в „Тропиках“» (A Night in the Tropics)[10];
- 2005 год — «Человек света» (A Man of Light)[11].
- 2007 год — «Спящий ветер» (The Dreaming Wind), лауреат премии «Небьюла» (лучший рассказ) в 2008 году.

## Награды
- 1998 год — «Всемирная премия фэнтези» в номинации Роман (Novel) за «Физиогномика» (1997 год).
- 2003 год — «Всемирная премия фэнтези» в номинации Рассказ (Short Fiction) за «Сотворение человека» (2002 год).
- 2003 год — «Всемирная премия фэнтези» в номинации Сборник (Collection) за «The Fantasy Writer’s Assistant and Other Stories» (2002 год).
- 2003 год — Премия «Небьюла» в номинации Короткая повесть (Novellette) за «Империя мороженого» (2003 год).
- 2004 год — Премия The Fountain Award за рассказ «The Annals of Eelin-Ok» (2004 год)[12].
- 2005 год — Премия Эдгара Аллана По, в номинации Best Paperback Original за «The Girl in the Glass» 2005 года.
- 2005 год — Премия de l’Imaginaire (англ. Grand Prix de l'Imaginaire) в номинации Лучшее иностранное произведение, за «Exo-Skeleton Town» 2005 года.
- 2007 год — «Всемирная премия фэнтези» в номинации Повесть (Novella) за «Город-заплата» (2006 год).
- 2008 год — Премия «Небьюла» в номинации Рассказ (Short Story) за «Спящий ветер» (2007 год).

## Интересные факты
- Для переиздания трилогии «Отличный город», художником Джоном Пикачо (John Picacio) был нарисовал триптих, который получается из оставленных обложек всех книг трилогии[13].